# أبولو 10½
أبولو 10½ هو فيلم رسوم متحركة خيال علمي أمريكي من تأليف وإخراج ريتشارد لينكليتر وبطولة غلين باول، جاك بلاك، زكاري ليفي وجوش ويغينز. صدر الفيلم على منصة نتفليكس في 1 أبريل 2022.